# Monika Matschnig

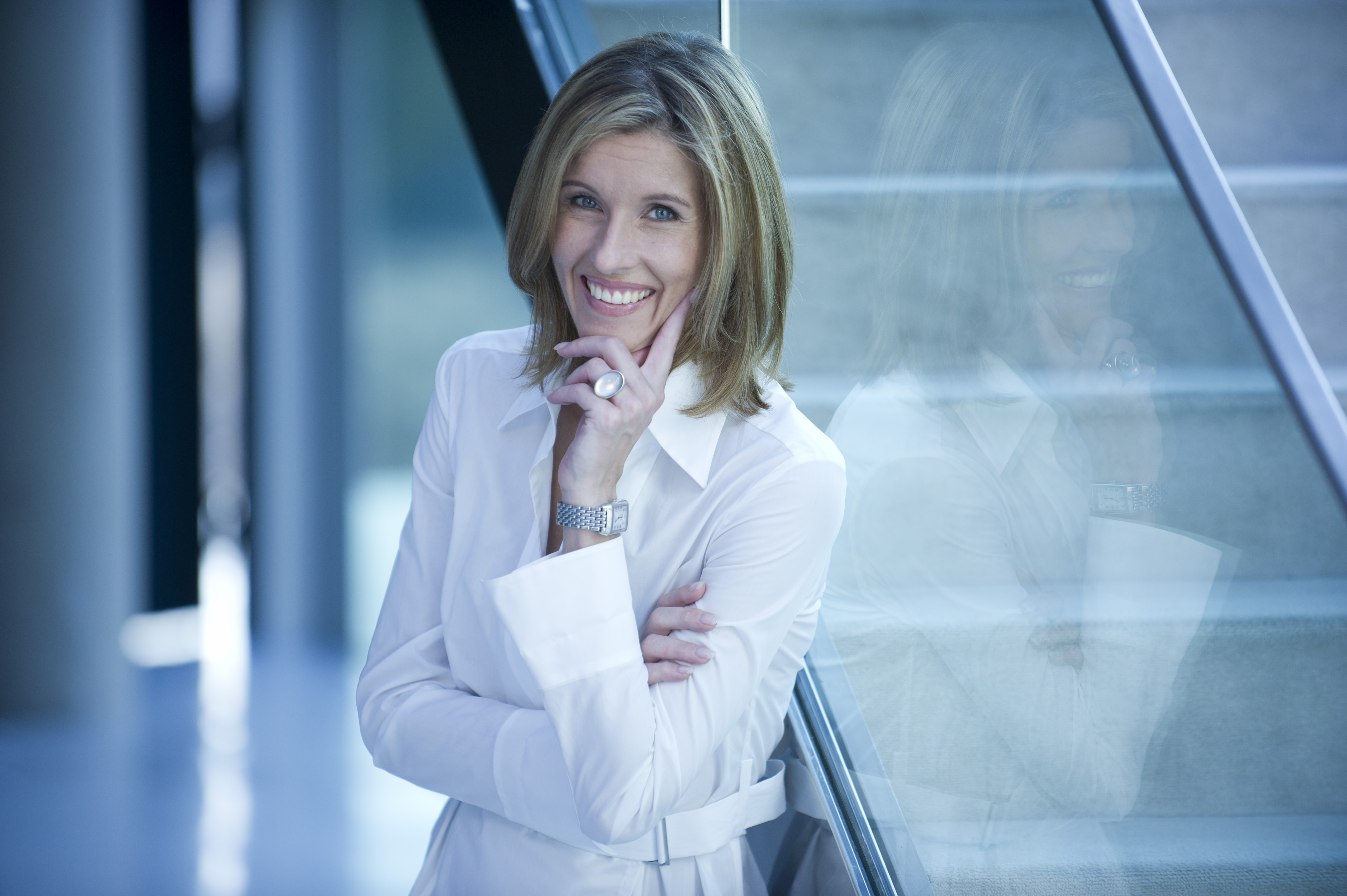
Monika Matschnig

Monika Matschnig (* 12. Dezember 1974 in Villach, Österreich) ist eine ehemalige österreichische Volleyballnationalspielerin und Psychologin. Sie arbeitet als Beraterin, Coach sowie Referentin und sie veröffentlicht zum Thema Körpersprache und Wirkung.

## Leben
Matschnig absolvierte 1993 ihre Matura am Bundesgymnasium für Slowenen, Klagenfurt. Zwischen 1987 und 1997 spielte Matschnig in der Volleyball-Bundesliga und im österreichischen Volleyball-Nationalteam.
2001 schloss Matschnig ihr Studium der Psychologie an der Grazer Karl-Franzens-Universität ab. Gleichzeitig absolvierte sie eine Ausbildung zur Trainerin in der Erwachsenenbildung am Seminarservice in Graz.
Von 2002 bis 2006 war Matschnig Geschäftsführerin eines Unternehmens für Coaching.
Sie lebt seit 2004 mit ihrer Familie in Neufahrn bei Freising.

## Veröffentlichungen (Auswahl)
- Und plötzlich ist die Kamera an... GABAL Verlag, 2021, ISBN 978-3-96739-063-6
- Die Körpersprache der Lügner: Trickser und Schwindler entlarven GU Verlag 2021, ISBN 978-3-8338-7736-0
- Körpersprache. Macht. Erfolg. GABAL Verlag 2017, ISBN 978-3-86936-906-8
- Körpersprache. Gestik, Mimik & Haltung: sicher auftreten, Menschen gewinnen. 2. Auflage. Gräfe und Unzer, München 2017, ISBN 978-3-8338-4476-8.
- Tausend Augen. Tausend Blicke. Eine Sprache. Körpersprache. – Wie sie wirkt. Wie wir sie beeinflussen. DVD, 2012, ISBN 978-3-9815223-0-3.
- Körpersprache der Liebe – Geheime Signale erkennen und gezielt aussenden. GU Verlag, 2010, ISBN 978-3-8338-1918-6.
- Körpersprache – Verräterische Gesten und wirkungsvolle Signale. 5. Auflage. GU Verlag, 2010, ISBN 978-3-8338-0789-3.
- Durch Körpersprache wirken. Campfire Audio, 2006. (Hörbuch (2 CDs))

Aufsätze
- Christine Koller, Katarzyna Mol (Hrsg.): In mir steckt noch viel mehr: 21 Profis zeigen, wie Sie Ihr Potenzial nutzen. – Das Coaching-Handbuch. Kösel Verlag, 2011, ISBN 978-3-466-30902-3.
- Roland Conrady, Martin Buck (Hrsg.): Trends and Issues in Global Tourism 2011. Springer, Berlin 2011, ISBN 978-3-642-17766-8.
- Focus Nachrichtenmagazin, Unternehmen Erfolg (Hrsg.): Focus-Forum: Die Erfolgsmacher – das Hörbuch. Von den Besten profitieren. Campus Verlag, 2005, ISBN 3-593-37770-5. (4 Audio-CD)
- Marion Grillparzer (Hrsg.): Salto Vitale – In 24 Stunden das Leben umkrempeln. GU Verlag, 2004, ISBN 3-7742-6476-7.